# Mandy Islacker
Pour les articles homonymes, voir Islacker.
Mandy Islacker, née le 8 août 1988 à Witten, est une footballeuse internationale allemande évoluant au poste d'attaquante. Depuis 2020, elle évolue au FC Cologne.

## Biographie
Entrée en jeu à la 66e minute à la place d'Ana Maria Crnogorčević, lors de la finale de la Ligue des champions féminine de l'UEFA 2014-2015 disputée le 14 mai 2015 au Stade Friedrich-Ludwig à Berlin, Mandy Islacker marque au cours du temps additionnel, le but de la victoire permettant au FFC Francfort de battre le Paris Saint-Germain sur le score de 2 à 1 et de remporter ainsi sa quatrième Ligue des champions après 2002, 2006 et 2008.

## Palmarès
- Championnat d'Allemagne : 
  - Vice-championne : 2005, 2006 et 2009[1]
- Ligue des champions :
  - Championne : 2015 avec le FFC Francfort
- Distinctions individuelles
  - Meilleure buteuse du championnat d'Allemagne féminin en 2015-2016 et en 2016-2017.

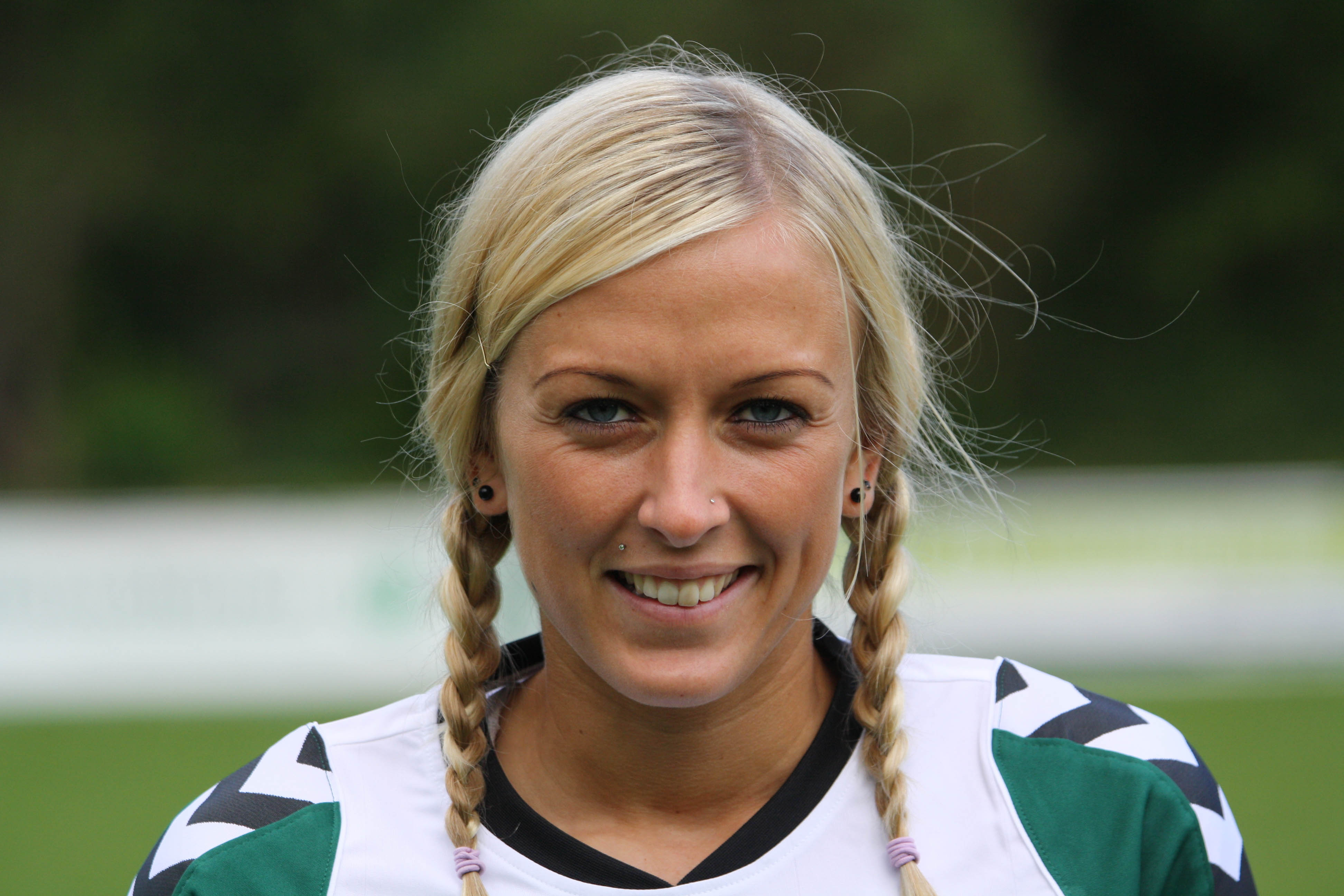
Mandy Islacker en 2011

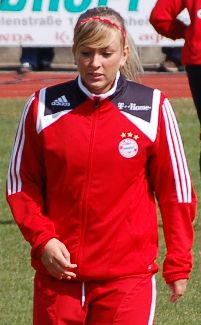
Mandy Islacker
sous les couleurs du Bayern Munich